# Vinistra
Vinistra, međunarodna izložba vina i vinske opreme prvi put održana 1994. godine u Poreču. 
Izložba se održava u razdoblju od 29. travnja i 2. svibnja, a sudjeluju izlagači iz Hrvatske, Slovenije, Italije i Mađarske. Pored vina i vinske opreme izlažu se i istarska rakija, maslinovo ulje, pršut, sir, skuta i med. Izložbu prate stručni skupovi, kao i nacionalno prvenstvo za sommeliere.

## Poveznice
- Dalmatinski vinski klub, hrvatska neprofitna udruga, organizator međunarodnog vinskog festivala Croatia Wine Fest.

## Vanjske poveznice
Vinistra